# Oostenwind (lied)
Oostenwind is een lied van het Nederlandse muziekduo Nick & Simon. Het werd in 2020 als single uitgebracht en stond in hetzelfde jaar als vijfde track op het album NSG.

## Achtergrond
Oostenwind is geschreven door Simon Keizer, Gordon Groothedde en Nick Schilder en geproduceerd door Jay Newland. Het is een nummer uit de genres nederpop, palingpop en folk. In het lied bezingen de artiesten de negatieve kant van het leven, en vertellen ze dat het niet altijd kan meezitten. De oostenwind is in het nummer een metafoor van tegenspoed. Voor het lied haalde het muziekduo inspiratie uit het geluid van Simon & Garfunkel, net zoals de andere nummers van het album NSG. Van het lied hebben Nick & Simon ook nog een akoestische en een instrumentale versie uitgebracht.

## Hitnoteringen
De zangers hadden weinig succes met het lied in Nederland. Het had geen notering in de Single Top 100 en ook de Top 40 werd niet bereikt; het lied bleef steken op de zevende plaats van de Tipparade.